# Вирасена
Вирасена е индийски джайнистки садху, философ, математик и поет.
Роден е около 792 година и работи по владетеля Амогхаварша от династията Ращакута. Най-известният му труд е „Дхавала“, коментар на основния свещен текст на джайнистката школа дигамбара „Шатхандагама“. Работи и в областта на математиката, като извежда итеративен метод за намиране на обема на пресечена пирамида, метод за намиране на броя възможни разделяния на 2 на дадено число (равен на двоичния логаритъм на числото, когато то е степен на 2), формула за приблизително изчисляване на лудолфовото число.